# Communauté de communes du Pays de Sauxillanges
Die Communauté de communes du Pays de Sauxillanges ist ein ehemaliger französischer Gemeindeverband mit der Rechtsform einer Communauté de communes im Département Puy-de-Dôme in der Region Auvergne-Rhône-Alpes. Sie wurde am 16. Dezember 1999 gegründet und umfasste 17 Gemeinden. Der Verwaltungssitz befand sich im Ort Sauxillanges.

## Historische Entwicklung
Mit Wirkung vom 1. Januar 2017 fusionierte der Gemeindeverband mit
- Communauté de communes des Coteaux de l’Allier,
- Communauté de communes Couze Val d’Allier,
- Issoire Communauté,
- Communauté de communes du Lembron Val d’Allier,
- Communauté de communes du Bassin Minier Montagne,
- Communauté de communes des Puys et Couzes sowie
- Ardes Communauté

und bildete so die Nachfolgeorganisation Agglo Pays d’Issoire.

## Ehemalige Mitgliedsgemeinden
Die CC du Pays de Sauxillanges umfasst siebzehn Gemeinden, welche bis 2014 dem ehemaligen Kanton Sauxillanges angehörten, mit Ausnahme von Lamontgie, die zum Kanton Jumeaux gehörte. Seit 2014 gehören alle Gemeinden zum administrativen Bezirk Issoire.
| Gemeindename                   | Code Insee | Fläche (km²) | Bevölkerung (2015) | Bevölkerungsdichte (pro km²) |
| ------------------------------ | ---------- | ------------ | ------------------ | ---------------------------- |
| Sauxillanges                   | 63415      | 24,9         | 1224               | 49                           |
| Bansat                         | 63029      | 10,31        | 254                | 24                           |
| Chaméane                       | 63078      | 10,91        | 156                | 14                           |
| Égliseneuve-des-Liards         | 63145      | 8,35         | 150                | 17                           |
| Lamontgie                      | 63185      | 7,09         | 621                | 89                           |
| Parentignat                    | 63270      | 3,71         | 508                | 136                          |
| Les Pradeaux                   | 63287      | 5,54         | 324                | 59                           |
| Saint-Étienne-sur-Usson        | 63340      | 15,58        | 271                | 18                           |
| Saint-Genès-la-Tourette        | 63348      | 18,49        | 187                | 9,6                          |
| Saint-Jean-en-Val              | 63366      | 12,09        | 362                | 30                           |
| Saint-Martin-des-Plains        | 63375      | 3,87         | 146                | 37                           |
| Saint-Quentin-sur-Sauxillanges | 63389      | 8,25         | 101                | 13                           |
| Saint-Rémy-de-Chargnat         | 63392      | 6,21         | 553                | 89                           |
| Sugères                        | 63423      | 20,64        | 616                | 30                           |
| Usson                          | 63439      | 5,43         | 275                | 50                           |
| Varennes-sur-Usson             | 63444      | 6,15         | 265                | 44                           |
| Vernet-la-Varenne              | 63448      | 35,1         | 777                | 20                           |